# Военновъздушни сили на България
Военновъздушните сили на България са военновъздушните сили на Република България.
Създаваните и изграждани във времето формирования – Въздухоплавателно отделение (1906), Въздухоплавателна дружина към българската войска (1912), Дирекция на въздухоплаването към Министерството на железниците и съобщенията (след Ньойския договор, 1919), Въздушните на Негово Величество войски (от 1934 до 1944) и Военно-Въздушните сили (от декември 1944), са базата за развитие на военната авиация при нови условия и с нови технически средства.
Задачата на ВВС е да охраняват суверенитета на българското въздушно пространство, да осигуряват въздушна поддръжка и помощ на наземните въоръжени сили на България по време на война.
Българските ВВС вземат участия във въздушни учения в Европа и в мисии на НАТО.
Военновъздушното образование в България започва през 1914 г. с Аеропланната школа в Божурище и, преминавайки през различни стадии, днес става във Висшето Военновъздушно училище „Георги Бенковски“ в град Долна Митрополия.

## История

### Ранни години
Историята на българските военновъздушни сили започва в края на 19 век, когато на Международния панаир в Пловдив през 1892 двама лейтенанти от Българската армия летят с френския балон ‘La France’. По-късно, въодушевени от полета, те успяват да убедят командването, че България има нужда от „летателно звено“. На 20 април 1906 е създадено „Въздухоплавателно отделение“, чиято цел е да управлява разузнавателните балони на българската армия. За командир е назначен лейтенант Васил Златаров. Първото поколение български летци е тренирано на балон, наречен „София-1“, построен от Златаров с материали, закупени от Руската империя.
През ноември 1910 руският авиоконструктор Борис Масленников е поканен в България, за да представи своя самолет, модификация на френския „Farman“ III. След демонстрацията Българското правителство решава да снабди армията със самолети. През 1912 г. 13 български офицери са изпратени в чужбина, за да се обучават на френски, британски и германски самолети. През юни 1912 лейтенант Симеон Петров във Франция за първи път успява да приземи самолет с напълно спрял двигател. Това събитие получава широк отзвук във френските вестници.
Офицерите, изпратени на учение във Франция, се завръщат през юли 1912. Същата година България получава и своя първи самолет – „Bleriot XXI“, с който на 13 август 1912 Симеон Петров извършва първия български полет в небето над България. Непосредствено преди войната от 7 до 10 септември в Шуменско се провеждат големи маневри, в които участват балонното отделение, а за единствения самолет е устроено временно летище при Разград.

### Балкански войни
На 15 октомври 1912 авиацията получава заповед за разузнавателна мисия спрямо Турската армия, включваща информация за числеността и позицията ѝ в Одринския окръг. Следвайки тази заповед, на 16 октомври двама български летци – Радул Милков и Продан Таракчиев – извършват разузнавателен полет над града. По време на същия полет те хвърлят бомби над железопътната гара в Караагач. Остават като първите пилоти в историята на българската авиация, извършили боен полет.

### Първа световна война (1915 – 1918)
България влиза в Първата световна война на 4 октомври 1915 като съюзник на Централните сили. Военновъздушното отделение на Българската армия е проявено край летището в Куманово, за да подкрепи бързо настъпващите български части. Лошото време на практика обаче прави полетите почти невъзможни. С разширяването на фронтовата линия, българската авиация е пренасочена към летищата край Белица(летището се казва Белица но не е край гр. Белица а е до Св. Врач, днешен гр. Сандански) и Ксанти. Използват се чисто новите германски самолети LVG. Силите на Антантата започват разузнавателни мисии и бомбардировки над българските наземни части на Македонския фронт.
На 30 септември 1916 френски самолет „Farman“ навлиза във въздушното пространство на България с мисията да бомбардира столицата София. Самолетът е 2-местен, като екипажът му е съставен от французин и сърбин. По същото време от летището в Божурище излитат няколко „Fokker EIII“, единият от които е управляван от германския авиоинструктор в българското военновъздушно училище фелдфебел Вагнер, подкрепен от самолета на българина Марко Първанов. Френският изтребител е посрещнат от тежък наземен огън, но успява бързо да пусне бомбите (макар и без жертви от българска страна). Френският пилот пробва да се изплъзне от българските изтребители. Пилотираният от Вагнер самолет открива огън, но пропуска. Тогава машината на Първанов атакува вражеския „Farman“ и му нанася повреди. Френският самолет е принуден да направи аварийно кацане, а екипажът му е пленен.
Българите успяват да заловят и друг самолет на Антантата. Това е британският „Armstrong Whitworth F.K.3“. Български пилоти принуждават самолета да кацне, а екипажът му е арестуван невредим. По-късно същият британски бомбардировач е на разположение в българските ВВС. Той е използван за нощни бомбардировки срещу силите на Антантата. Изненадата се състои в това, че те го бъркат с приятелска машина. Самолетът прави 42 такива мисии, преди да е свален от тежък огън. Пилотът Иван Узунов и неговият навигатор лейтенант Попатанасов успяват да приземят повредената машина в почти пълен мрак и след това я подпалват. Екипажът е 3 дни в тила на врага, но успява да стигне до настъпващата българска пехота.

### След Ньойския договор (1919 – 1939)
На 4 октомври 1918 българският цар подписва указ, който нарежда демобилизация на българските ВВС.
На 27 ноември 1919 е подписан Ньойският мирен договор. Според клаузите му Царство България няма право на военновъздушни сили в каквато и да е форма за следващите 20 години. Поради тази причина всички български дирижабли, самолети, оборудване, оръжия са унищожени. България има право на граждански самолети, но те трябва да са закупени от страните от Антантата. Друга клауза гласи, че българското въздушно пространство е контролирано и използвано за обслужване интересите на страните-победителки. Съгласно договора през 1920 са унищожени около 70 самолета, 110 двигателя, 3 дирижабъла, 76 самолетни картечници, както и друго авиационно оборудване. Самолетите на флота също са унищожени.
С помощта на войници от ВВС и цивилното население няколко самолета и двигатели са скрити от инспекторите на Антантата. Към края на 1927 г. Дирекцията за въздухоплаване има в свое подчинение следната авиационна структури:
- Разузнавателно ято със самолети Потез-XVII;
- Бомбардировъчно ято със самолети ДАР „Узунов-1“ и ДАР-2;
- Изтребително ято със самолети ДАР-1;
- Хидропланно ято със самолети „Авро-522“ и летящи лодки „Макки-2000/18“;
- Аеропланно училище със самолети Кодрон С-59, „Анрио-ХД14“ и „Шмолик-Ш18“; През 1928 г. Министерството на войната разработва амбициозен десетгодишен план за развитие на българската авиация. Съгласно този план през 1939 г. България трябва да притежава военновъздушни сили в такъв вид:
- Осемнайсет дивизионни разузнавателни ята* с по 12 самолета, общо 216 самолета;
- Четири армейски разузнавателни орляка**, общо 8 ята по 12 самолета в ято, общо 96 самолета;
- Четири армейски изтребителни орляка, общо 8 ята по 12 самолета, общо 96 самолета;
- Нападателна въздушна бригада в състав: – Изтребителен орляк с 48 самолета;— Бомбардировъчен орляк с 36 самолета; – Разузнавателен орляк с 24 самолета;— Морски орляк в състав 2 ята морски изтребители с 24 самолета и 2 ята морски бомбардировачи с 18 самолета. Планът предвижда създаване на мощна нападателна авиация с 558 бойни самолета. Тази програма не е осъществена до 1939 г. Не е осъществена и до 1944 г., но дава своето отражение върху цялостното развитие на българската авиация през периода. Със заповед № 78/28 юли 1934 г. съществуващият въздушен полк се преименува на Въздушни войски в следния състав:[5]
- Щаб в София,
- 1-ви армейски орляк – Божурище,
- 2-ри армейски орляк – Пловдив,
- учебен орляк – Пловдив,
- морско ято – водолетище „Чайка“ – Варна. През 1936 г. комисия изготвя план за периода 1936 – 1939 г., съгласно който Въздушните войски се разделят на: 1. Спомагателни ВВ за съдействие на земните войски и флота, като към всяка от 4-те армии има по 1 армейски орляк, а към флота едно морско ято. 2. Самостоятелни ВВ, включват 1 нападателен полк и са предназначени за действия по план на Главното командване.

На 27 юни 1937 г. на летище Божурище Цар Борис III връчва новите бойни знамена на Въздушните на Н.В. войски (на войската са връчени на 6 май), ВВС са структурирани в „крила“ (обикн. 4-ворка изтребители, съответстващи на взвод), „ята“ (роти), „орляци“ (ескадрили, дружина-батальон) и въздушни полкове от които се формира въздушната ескадра (въздушната дивизия). Развърнати са: – 1-ви армейски орляк, базиран на летище Ихтиман; – 2-ри армейски орляк, базиран на летище Пловдив; – 3-ти армейски орляк, базиран на летище Ямбол; – 4-ти армейски орляк, базиран на летище Ловеч. – самостоятелен орляк на летище Божурище; – морско ято на водолетище Варна или Бургас; – учебен орляк на летище Казанлък. Впоследствие разстановката е установена като:
- 1-ви орляк (базиран на летище Божурище),
- 2-ри орляк (базиран на летище Пловдив),
- 3-ти орляк (базиран на летище Ямбол),
- Учебния орляк (базиран на летище Казанлък)
- 5-и орляк (базиран на летище Пловдив) От 1 декември 1939 г. са преструктурирани като:[6]

– 1-ви армейски орляк (Божурище) става 1-ви линеен – с три ята по 12 самолета PZL.43;
– 2-ри армейски орляк (Карлово) става 2-ри изтребителен – с четири ята по 12 – 15 самолета В.534;
– 3-ти армейски орляк (Ямбол) става 3-ти разузнавателен – с 4 ята по 9 – 12 самолета S.328;
– Учебен орляк (Казанлък)
– 5-и бомбардировъчен орляк (Пловдив) увеличава състава си на три ята – 2 ята по 12 самолета В.71 и едно ято с 12 самолета Do 11.
Със Закона за Военните сили, приет на 30 май 1940 г., Въздушните войски са определени като 4-ти род войска в БА. От създаденото през 1924 г. Аеропристанище Божурище през 1940 г. се формира 1-ви въздушен полк, който през годините на съществуването си сменя различни наименования и форми на организация.
- 2-ри въздушен полк е формиран в Граф Игнатиево в юли 1940 г. от състава на 2-ри орляк. През 1937 г. командирът на орляка, летецът майор Георгиев, приема знамето от Н.В. цар Борис ІІІ.
- 3-ти въздушен полк. се формира през 1940 в гр. Ямбол от създадения там през март 1937 г. армейски орляк,
- Въздушен учебен полк заемащ мястото 4-ти въздушен полк е формиран в 1940 г. в Казанлък,
- 5-и въздушен бомбардировъчен полк в Пловдив от реорганизирания в полк създаден там през 1937 г. бомбардировъчен орляк,
- 6-и въздушен полк е формиран в 1940 като изтребителен от реорганизирания в полк 2-ри орляк на летище Марно поле при гр. Карлово.

## Галерия Държавна аеропланна работилница
- ДАР-1 реплика, летателна годност
- ДАР-2
- ДАР „Узунов-1“ (DAR U-1)
- ДАР-3 „Гарван“
- ДАР-4 – произведен само опитен образец
- ДАР-10

### Втора световна война (1939 – 1945)
България става съюзник на Германия с подписването на договора във Виена от 1 март 1941 г. С него тя е принудена да отвори въздушното си пространство за немците за операциите им в Югославия и Гърция. По това време българските военновъздушни сили разполагат с 91 машини.
Без да са обявили война, първите въздушни удари над България са извършени от Британската авиация и Югославия. На 6 април 1941. София е ударена от югославяните с 8 бомби, в квартал Булина ливада са разрушени няколко къщи и загиват 8 души – убити са 4 жени и 2 деца. Българските самолети успяват да прогонят бомбардировача. Същия ден 4 югославски „Dornier Do.17Kb-1“ тежко бомбардират град Кюстендил и неговата железопътна гара. Убити са 47 души, а 95 – ранени, повечето са цивилни граждани от мирното българско население. Пак в този ден от Британската авиация са ударени Петрич и Хотово и с шест самолета Vickers Wellington е атакувана София. В Петрич жертвите са 4 убити и 5 ранени. София е ударена с 43 бомби, които убиват 18 и раняват 28 души; разрушени са 14 сгради и избухват три пожара. Нападнати са и Божурище, Биримирци, Орландовци и Ораново, Джерман и махала Пуньова могила – загиналите са 5, а ранените 3-ма. На 22 юни с един самолет без отличителни знаци е бомбардиран Добрич, по осколките на бомбите са открити опознавателни знаци на СССР, разрушени са 4 сгради, 2 души са ранени.
Непредизвикани с нищо от България, на 7 декември 1941 г. британските доминиони Канада, Австралия и Нова Зеландия обявяват война на Царството, на 12 декември 1941 г. самата Великобритания първа обявява война на България на следващия ден Народното събрание преценява, че единственият вариант е да ѝ отвърне със същото, а под силния натиск на немците – и на САЩ, като някакъв вид компенсация към германците за категоричния отказ българската армия да участва във военните действия срещу Съюзниците. САЩ обявяват война на Царство България чак половин година по-късно на 5 юни 1942 г. Небето на България остава спокойно до кончината на Цар Борис през лятото на 1943 г. Тогава британско-американските въздушни армии от базите си в Италия започват бомбардировъчна война на Балканския полуостров. Основната въздушна битка във Втората световна война на българските ВВС е защитата на София, Скопие, Охрид, Ниш и другите населени места от англо-американските бомбардировки на България. В нея Въздушните на Н.В. войски нанасят на противника тежки загуби – свалят 185 бомбардировача и изтребителя, убити са 256 и пленени 333 нападатели, срещу загубени свои 27 самолета и 23 летци (22 българи и 1 немец). За 1 свален български самолет противника плаща със 7 свалени летящи крепости и изтребители, а за един загинал български летец – с 11 убити и над 14 пленени.

След разгрома на Гърция и Югославия от немските войски, българската армия и администрация заемат Македония, Западните покрайнини и Беломорието. През юни 1941 г. от състава на 5-и въздушен бомбардировъчен полк в Пловдив се сформират две бойни ята – „Ураган“ и „Жерав“ които са изпратени на летището Бадем чифлик при Кавала. На 5 май 1941 г. 443-то ято, въоръжено със самолети „Врана“, е пребазирано на летище Ксанти, то охранява крайбрежната ивица от Дедеагач до Солун и картографира беломорските земи. Самолетите са част от противодесантната отбрана на Егейския бряг и охраната на морските комуникации срещу английски подводници. При неутрализирането на Драмския метеж те разузнават засегнатия район и нанасят бомбени удари по противника, нападащ българското население и части. Натрупаният опит се прилага за охраната на Черноморския бряг от нападения на съветски подводници. В началото на октомври е формирана Черноморската отбрана. На летище Балчик е базирано 223-то, а в Сарафово 333-то ято, въоръжени с по 6 самолета „Врана“. Общо са регистрирани 5 случая на откриване на съветски подводници и използване на оръжие по тях. От 4-ти въздушен бомбардировъчен полк 442-ро изтребително ято „Цариброд“ с 6 Авиа-534 „Доган“ в 1941 е базирано на летище Новоградец (дн. гр. Суворово до Варна) в състава на Черноморската въздушна отбрана.
Приемането на военновременната организация на Въздушните войски става през март 1942 г. От наличните орляци е създадена Въздушна ескадра, придадена на подчинение на действащата армия. Всеки орляк е следвало да е от 40 машини, формиращи няколко ята по 10 – 16 самолета и командно крило (четворка изтребители), най-малката единица е двойката самолети. Въздушната ескадра е в състав: – 1-ви разузнавателен полк, пряко подчинен на командването на ВВ, който се състои от два орляка с по две ята, и 73-то ято за далечно разузнаване, въоръжени с Fw 189, Do 17 и КБ-11 „Фазан“; – 2-ри линеен полк, преименуван по-късно на 2-ри щурмови в състав от два орляка с по две ята, въоръжени с Ju 87, известни като „Щука“, и остарелите изтребители B.534 „Доган“; – 5-и бомбардировъчен полк (Пловдив), съставен отначало от един, а по-късно от два орляка с по две ята, въоръжени с Do 17 „Ураган“ и B.71 „Жерав“; – 6-и изтребителен полк (Карлово) с три орляка с по две ята, въоръжени с Ме 109 „Стрела“ и D.520 (от 1943 г.): 1 орляк – Божурище, 2 орляк – Враждебна, 3 орляк – Марно поле, Карлово пребазиран на Божурище (в него е и поручик Списаравски), а на Карлово няколко ата формират 4-ти орляк. – водосамолетно ято, въоръжено с Ar 196А-3 „Акула“; – транспортно ято, въоръжено с Ju 52/m3 „Сова“.
В периода 1943 – 1944 г. самолетите от 4-ти орляк участват в неутрализирането на нелегалните подривни въоръжени формирования, нападащи българската войска и власт в държавната територия и зоните на отговорност на българската армия.
Защитата на София 1943 – 1944 се осигурява от 6 въздушен полк сформиран в 1940 г. на летище Марно поле, Карлово, който е развърнат за боевете така:
1/6 орляк – Божурище с командир капитан Руси Русев, впоследствие е пребазиран от Божурище на Марно поле до Карлово при 4/6 орляк, който като него има задача да пази също Пловдив и Тракия.
2/6 орляк – с командир капитан Николай Бошнаков е пребазиран от Карлово във Враждебна, където е базирана и ескадрила „Ледено море“ на Луфтвафе с командир хауптман (капитан) Герхард Венгел.
3/6 орляк – с командир майор Чудомир Топлодолски от Марно поле, Карлово е пребазиран на Божурище.
Веднага след окупацията на България от съветската армия още на 9 септември 1944 г. започват бойните действия на българската авиация срещу войските на Райха. През първия етап на това участие във войната са извършени 3744 бойни излитания, загубени са 32 самолета, загиват 18 пилоти и членове на летателните екипажи. През втория етап авиацията изпълнява свързочни, транспортни и куриерски задачи при настъплението на Първа българска армия в Хърватско, Словения, Унгария и Австрия. Общият брой на полетите, изпълнени от Въздушни войски по време на участието във войната срещу Германия, е 4424.

### ВВС при Народна република България
С указ № 6 от 5 март 1946 г. издаден на базата на доклад на Министъра на войната № 32 от 18 февруари 1946 г. е одобрена промяната на наименованието от Въздушни на Н.В. войски на Въздушни войски. По време на Студената война българските ВВС, заедно с другите видове въоръжени сили, приемат съветската военна доктрина. ВВС се разрастват бързо, като въвеждат на въоръжение разни видове съветски машини.
Първите доставки на съветско оборудване пристигат веднага след края на ВСВ и се състоят предимно от витлови машини, като Илюшин Ил-2 (120 Ил-2 и 10 Ил-2У), Илюшин Ил-10, Туполев Ту-2. До средата на 1950-те години тези машини са изведени от експлоатация, тъй като Корейската война маркира началото на „реактивната ера“. След 1955 г. идват нови доставки, включващи изтребители Миг-15, Миг-17, МиГ-19, бомбардировачи Ил-28, както и първите хеликоптери Ми-1. Голяма част от тези машини са снети от въоръжение през 1970-те години, когато започва нова вълна на модернизация. През юни 1979 г. са приети на въоръжение щурмови вертолети Ми-24. През 1988 г. са доставени 40 броя Су-25К и 21 броя Су-22М4.
През 1961 г. командването на ВВС се преименува в командване на ПВО и ВВС. Бойните части са обединени в два корпуса за ПВО – 1-ви и 2-ри (като на тяхната основа през 1968 г. са създадени 1-ва и 2-ра дивизиите за ПВО) и една изтребително-бомбардировъчна дивизия която към края на септември същата година е преобразувана в 10-и смесен авиационен корпус (10-и САК).
| Номер по ред | Съединение/Част | Месторазположение        | Дата на създаване | Заповед за създаване            | Дата на разформироване | Заповед за разформиране | Въоръжение, към година | Въоръжение, самолет              | Въоръжение, к-во |  |
| ------------ | --------------- | ------------------------ | ----------------- | ------------------------------- | ---------------------- | ----------------------- | ---------------------- | -------------------------------- | ---------------- |  |
| 1            | 15-и ИАП        | Равнец и Балчик          | 1950              | -                               | 1 септември 1994       | -                       | 1990 г.                | МиГ-29 и МиГ-21бис               | 22+18            |  |
| 2            | 18-и ИАП        | Доброславци и Габровница | 1 ноември 1950    | № 00642                         | 1994                   | -                       | 1990 г.                | МиГ-23                           | 40               |  |
| 3            | 19-и ИАП        | Граф Игнатиево           | 17 март 1951      | -                               | -                      | -                       | 1990 г.                | МиГ-21бис                        | 36               |  |
| 4            | 21-ви ИАП       | Узунджово                | март 1951         | -                               | юни 2002               | -                       | 1990 г.                | МиГ-21 от различни модификации   | ?                |  |
| 5            | 22-ри ИБАП      | Безмер                   | 5 октомври 1951   | -                               | 1 септември 1993       | -                       | 1990 г.                | Су-25                            | 40               |  |
| 6            | 25-и ИБАП       | Чешнегирово              | 1951              | № 856                           | 22 февруари 1993       | №-070                   | 1990 г.                | МиГ-23БН и МиГ-22УБ              | 32+7             |  |
| 7            | 26-и РАП        | Добрич                   | 30 март 1951      | № 1-А-3014                      | 1 септември 1994       | -                       | 1990 г.                | Су22М3+С22У                      | 18+3             |  |
| 8            | 44-ти ВАП       | Пловдив                  | 27 октомври 1961  | № 00267 от 30 септември 1961 г. | 1994                   | -                       | 1990 г.                | Ми-17, Белл - 206 Кугар          | П44              |  |
|              | 13- ВПБВ        | Стара Загора             |                   |                                 |                        |                         |                        | Ми-24 Д Ми-24В                   | 38 + 6 = 44      |  |
| 9            | 16-и ТРАП       | Враждебна                | 1950              | -                               | 1994                   | -                       | 1990 г.                | различни модели                  | -                |  |
| 10           | 1-ви УАП        | Щръклево                 | 13 октомври 1967  | № 002185                        | 12 септември 1994      | -                       | 1990 г.                | L-29 и L-39ZA                    | ?+18             |  |
| 11           | 2-ри УАП        | Каменец                  | 1955              | -                               | 1994                   | -                       | 1990 г.                | МиГ-21 ПФМ/УМ (от 1984) и L-39ZA | ?+18             |  |
| 12           | 3-ти УАП        | Долна Митрополия         | 1971              | -                               | 1998                   | -                       | 1990 г.                | L-29                             | -                |  |

От 60-те г. до 1989 г. българските ВВС са получили и експлоатирали общо: 226 МиГ-21, 90 МиГ-23, 4 МиГ-25, 22 МиГ-29, 23 Су-22, 40 Су-25, 44 Ми-24, 18 Ми-8s всичко ~460 машини.

### Упадък (1989 – 2004)
След края на Студената война Българските военновъздушни сили са ограничени до 226 самолета. Голям брой ранни модификации на МиГ-21 са снети от въоръжение. През 1998 4 авиобази са затворени: Габровница, Балчик, Узунджово и Щръклево (след това е новобрански център на ВВС за наборни войници). След 2 години е затворена и авиобазата в Стара Загора. Следващата година са закрити още 3 бази: в Добрич, Равнец и Чешнегирово. През 2003 г. е закрита авиобаза Доброславци и 2-те модификации на МиГ-23 (МЛД и МФ) са изведени от експлоатация.

### Състояние на ВВС на България след влизането в НАТО
Авиопаркът и зенитно-ракетното въоръжение на българските ВВС са съставени предимно от съветски изтребители като МиГ-21 и МиГ-29 и зенитно-ракетни комплекси като С-300 и С-125. Между 8 и 9 изтребителя МиГ-29 отговарят на изискванията на НАТО. Българското правителство планира да закупи първоначално 8 нови изтребителя за замяна на предвидените за изтегляне от въоръжение МиГ-29, МиГ-21 БИС и Су-25, като вариантите са измежду нови JAS 39 Gripen C/D, употребявани италиански Eurofighter Typhoon и нови F-16 блок 70/72, като предвижданата за покупката сума е около 1,8 млрд. лева. Недостиг на средства обаче продължава да има, и годишният нальот на българските пилоти е едва 60 часа при норматив от 180.

България разполага с 16 изтребители МиГ 29, с 14 щурмовика СУ-25, с 3 транспортни самолета „Spartan“ и 12 вертолета AS 532 Cougar (Кугър). От 12-те закупени преди време нови вертолети Cougar към 2013 г. летят само два, тъй като липсват средства за инспекция на останалите десет машини. От 6-те съветски бойни вертолета Ми-24 три са годни за полети. Всичките шест вертолета Bell 206, първата западна техника, закупена за ВВС през 1999 г. и използвана главно за подготовка на младия летателен състав, са изправни и летят. От 16-те съветски изтребителя МИГ 29 летят 8 и те са ангажирани в международната програма за охрана на въздушното пространство „Air Policing“. От 14-те щурмови СУ-25, 7 са в състояние да се издигнат във въздуха. Броят на пилотите е под 200 души, а общата численост на ВВС е 6750 души.  През 2019 година е взето решение да започне модернизация на ВВС, като се закупят 8 самолета F 16. (впоследствие бройката нараства до 16 самолета). В договора  е включен и логистичен пакет (резервни части, наземни части за техническо обслужване  в рамките на 200 часа екплоатация и 2-3 години поддръжка, обучение на пилоти) Агресията на Русия срещу Украйна налага засилено превъоръжване, така че в новите реалности  е Парламента ратифицира и закупуването на германска зенитна система IRIS - T и пр. На 13 април 2025 година България приема първият от поръчани F-16 BLOCK 70. На 08 юни 2025 България приема и вторият  F-16 BLOCK 70.

## Организация
- Командване и щаб на ВВС (София)
  - База за командване, управление и наблюдение[26] (София)
  - 3-та Авиобаза (Граф Игнатиево)
  - 24-та Авиобаза (Крумово)
  - 16-та авиобаза (София – Враждебна)
  - 22-ра Авиобаза (Безмер)
  - (1-ва) Зенитно-ракетна база (София, Божурище)
    - Зенитно-ракетен полигон „Шабла“

  - База за специална техника на Командването на ВВС[27]
    - Военно формирование „42130 – Боровец“
    - Поделение „26810 – Попово“
    - Център за специализирана подготовка на летателен състав (ЦСПЛС) на ВВС (край Варна)

  - Център за документално осигуряване на Командването на ВВС
  - Рота военна полиция на Командването на ВВС

Структури, имащи пряко отношение към дейността на ВВС, но извън тяхната структура, са:
- Висше военновъздушно училище „Георги Бенковски“ (Долна Митрополия)
- Авиоремонтен завод „Авионамс“[28]

## Съвременно въоръжение в XXI век
|  | Оръжие               | Тип                                                 | Произход  | Брой | на въоръжение |
|  | -------------------- | --------------------------------------------------- | --------- | ---- | --- |
|  | F-16 Блок 70         | изтребител                                          | САЩ       | 16   | Доставени 2 броя. |
|  | МиГ-21               | изтребител                                          | СССР      | 8    | Изпратен в резерв |
|  | МиГ-21 УМ            | учебно-боен изтребител                              | СССР      | 4    | Изпратен в резерв |
|  |                      |                                                     |           |      | |
|  | МиГ-29               | изтребител                                          | СССР      | 12   | Да Един („Борд 39“) се разбива в Черно море на 9.06.2021                                                                                 |
|  | МиГ-29УБ             | учебно-боен изтребител                              | СССР      | 3    | Един се разбива при учение през 2012 г.                                                                                                  |
|  | Су-25                | щурмови самолет                                     | СССР      | 7    | Осем самолета са модернизирани в Беларус през 2020 и 2021 г. Един се разбива през 2022 г.                                                |
|  | Ми-17                | транспортен хеликоптер                              | СССР      | 5    | Един е загубен при катастрофа през 2018 г.                                                                                               |
|  | Ми-14                | хеликоптер за нуждите на ВМС                        | СССР      | 3    | Борба с подводници; в резерв |
|  | Ми-24                | боен хеликоптер                                     | СССР      | 6    | Да |
|  | AS532                | транспортен хеликоптер                              | Франция   | 12   | Да |
|  | AS565                | хеликоптер за нуждите на ВМС                        | Франция   | 2    | Да. Доставени са 3 хеликоптера, един е загубен през 2017 г. Доставен е още един който да замени падналия той е цивилната версия на AS565 |
|  | Bell 206             | учебен хеликоптер                                   | САЩ       | 6    | Да |
|  | L-39                 | учебно-тренировъчен самолет                         | Чехия     | 6    | На 13.09.2024 след инцидент в района на 3-та авиобаза „Граф Игнатиево“ се разбива един от шестте функциониращи самолети от този тип.     |
|  | PC-9                 | учебно-тренировъчен самолет                         | Швейцария | 6    | Да |
|  | L-410                | транспортен самолет                                 | Чехия     | 2    | Да |
|  | PC-12                | транспортен самолет                                 | Швейцария | 1    | Да |
|  | C-27J Spartan        | транспортно-десантен самолет                        | Италия    | 3    | Да |
|  | Ан-2                 | транспортен самолет                                 | СССР      | 1    | Да |
|  | Ан-24                | транспортен самолет                                 | СССР      | 1    | Да |
|  | Ан-26                | транспортен самолет                                 | СССР      | 5    | Да |
|  | Ан-30                | самолет за разузнаване и специални мисии            | СССР      | 1    | Да |
|  | Airbus A319          | транспортен самолет. Използва се от Авиоотряд 28    | Франция   | 1    | Да |
|  | Туполев Ту-154       | транспортен самолет. Използва се от Авиоотряд 28    | СССР      | 2    | 1 в резерв |
|  | Dassault Falcon 2000 | транспортен самолет. Използва се от Авиоотряд 28    | Франция   | 1    | Да |
|  | AgustaWestland AW139 | хеликоптер за нуждите на МВР.                       | Италия    | 1    | Да |
|  | AgustaWestland AW109 | хеликоптер за нуждите на МВР                        | Италия    | 3    | Да. |
|  | Piaggio P.180 Avanti | транспортен самолет. Използва се от Авиоотряд 28    | Италия    | 1    | Да |
|  | Ми-8                 | транспортен хеликоптер. Използва се от Авиоотряд 28 | СССР      | 2    | Да |

## Стояли на въоръжение
|  | Оръжие         | Тип                                              | Произход | Брой                   | на въоръжение                |
|  | -------------- | ------------------------------------------------ | -------- | ---------------------- | ---------------------------- |
|  | МиГ-15         | изтребител                                       | СССР     | 78                     | снет от въоръжение           |
|  | МиГ-17         | изтребител                                       | СССР     | 94                     | снет от въоръжение           |
|  | МиГ-19         | изтребител                                       | СССР     | 90                     | снет от въоръжение           |
|  | МиГ-21         | изтребител                                       | СССР     | 193                    | снет от въоръжение           |
|  | МиГ-21 УМ      | учебно-боен изтребител                           | СССР     | 33                     | снет от въоръжение           |
|  | МиГ-23         | изтребител                                       | СССР     | 90                     | снет от въоръжение           |
|  | МиГ-25         | самолет за разузнаване и специални мисии         | СССР     | 3 МиГ-25РБТ 1 МиГ-25РУ | снет от въоръжение           |
|  | Су-22          | щурмови самолет за разузнаване и специални мисии | СССР     | 18 Су-22М4 и 3 Су-22УМ | снет от въоръжение през 2002 |
|  | Су-25          | щурмови самолет                                  | СССР     | 40                     | 26 снети от въоръжение       |
|  | Ми-2           | транспортен хеликоптер                           | СССР     | 5                      | снет от въоръжение           |
|  | Ми-4           | транспортен хеликоптер                           | СССР     | 5                      | снет от въоръжение           |
|  | Ми-8           | транспортен хеликоптер                           | СССР     | 5                      | снет от въоръжение           |
|  | Ми-14          | хеликоптер за нуждите на ВМС                     | СССР     | 3                      | Борба с подводници; в резерв |
|  | Ми-24          | боен хеликоптер                                  | СССР     | 6                      | Да                           |
|  | Ка-25          | транспортен хеликоптер                           | СССР     | 2                      | снет от въоръжение           |
|  | L-29           | учебно-тренировъчен самолет                      | Чехия    | 12                     | снет от въоръжение           |
|  | L-39           | учебно-тренировъчен самолет                      | Чехия    | 12                     | 28 снети от въоръжение       |
|  | L-410          | транспортен самолет                              | Чехия    | 2                      | Да                           |
|  | Ан-2           | транспортен самолет                              | СССР     | 1                      | Да                           |
|  | Ан-24          | транспортен самолет                              | СССР     | 1                      | Да                           |
|  | Ан-26          | транспортен самолет                              | СССР     | 5                      | Да                           |
|  | Ан-30          | самолет за разузнаване и специални мисии         | СССР     | 1                      | Да                           |
|  | Ту-134         |                                                  | СССР     | 2                      | снет от въоръжение           |
|  | Туполев Ту-154 | транспортен самолет. Използва се от Авиоотряд 28 | СССР     | 2                      | 1 в резерв                   |

### Опознавателни знаци на ВВС на България
- 1915 – 1918
- 1937 – 1941
- 1941 – 1944
- 1944 – 1949[37]
- 1949 – 1992
- настоящ

## Командири на ВВС на България
- Полковник Васил Златаров (пилот) – Командир на въздухоплавателната дружина (1912 – 1918 г.)
- Майор Радул Милков (пилот) – Началник на въздухоплавателното отделение (1919 – 1920 г.)
- Капитан Иван Миланов (пилот) Командир на жандармерийското въздухоплавателно отделение (1921 – ....)
- Майор Асен Агов (пилот) Началник на въздухоплаването към Министерство на железниците (1921 – 1923 г.)
- Майор Пеньо Попкръстев (пилот) Командир на аеропланната дружина (1924 – 1930 г.)
- Майор Иван Михайлов (пилот) Началник на Дирекция на въздухоплаването (1930 – 1934 г.)
- Подполковник Георги Попвасилев (пилот) Командващ Въздушните войски (1935 – 1936 г.)
- Генерал-майор Васил Бойдев 1936 – 1941 г. Командващ Въздушните войски (1936 – 1941 г.)
- Генерал-майор Димитър Айранов, Командващ Въздушните войски (1941 – 9 септември 1944 г.)
- Генерал-майор Ганчо Манчев (пилот) Командващ Въздушните войски (1944 – 1946 г.)
- Генерал-полковник Захари Захариев (пилот) Командващ ВВС (1946 – 1954/ 1957 – 1959 г.)
- Генерал-лейтенант Кирил Кирилов (пилот) Командващ ВВС (1954 – 1956 г.)
- Генерал-лейтенант Добрин Добрев (пилот) Командващ ПВО и ВВС (1959 – 1962 г.)
- Генерал-полковник Славчо Трънски Командващ ПВО и ВВС (1963 – 1969 г.)
- Генерал-полковник Христо Добрев Командващ ПВО и ВВС (1969 – 1973 г.)
- Генерал-полковник Симеон Симеонов (пилот) Командващ ПВО и ВВС (1973 – 1975 г.)
- Генерал-полковник Любчо Благоев (пилот) Командващ ПВО и ВВС (1975 – 1990 г.)
- Генерал-лейтенант Илия Синапов (пилот) Командващ ПВО и ВВС (1990 – 1992 г.)
- Генерал-полковник Михо Михов (пилот) Командващ ПВО и ВВС (1992 – 1997 г.)
- Генерал-лейтенант Стефан Попов (пилот) Командващ ПВО и ВВС (1997 – 1998 г.). Началник на Главния щаб на ВВС (1998 – 2002 г.)
- Генерал-майор Димитър Георгиев (пилот) – Началник на Главния щаб на ВВС (2002 – 2006 г.)
- Генерал-майор Симеон Симеонов (пилот) – Командващ ВВС (1 юни 2006 – 2009)
- Генерал-майор Константин Попов (пилот) – Командир на ВВС 2011 – 2014
- Генерал-майор Румен Радев (пилот) – Командир на ВВС 2014 – 2016
- Генерал-майор Цанко Стойков (пилот) – Командир на ВВС (2016 – 28 септември 2020)
- Генерал-майор Димитър Петров (пилот) – Командир на ВВС (28 септември 2020 – 1 април 2025)
- Генерал-майор Николай Русев -(пилот) командир на ВВС (от 1 април 2025 –)

## Герои на българските ВВС
| звание        | име                       | длъжност        | загинал дата      | загинали в района на                |  |
| Поручик       | Христо Андреев Топракчиев | пилот           | 19 октомври 1912  | Одрин – Свиленград                  |  |
| Поручик       | Стефан Калинов            | пилот           | 15 юли 1915       | Орландовци – София                  |  |
| Поручик       | Христо Джинзифоров        | пилот           | 15 юли 1915       | Орландовци – София                  |  |
| Фелдфебел     | Алберт Франке             | германски пилот | 23 март 1916      | край Божурище                       |  |
| Капитан       | Лилов – прожекторна рота  | наблюдател      | 23 март 1916      | край Божурище                       |  |
| Капитан       | Димитър Минков            | пилот           | 13 юни 1916       | летище Белица                       |  |
| Подпоручик    | Коста Мишев               | наблюдател      | –                 | възд. бой край Битоля               |  |
| Капитан       | Никола Стоименов Божков   | пилот           | 2 април 1917      | възд. бой край Тушин                |  |
| Капитан       | Димитър Дрънков Петров    | наблюдател      | 2 април 1917      | възд. бой край Тушин                |  |
| Капитан       | Димитър Георгиев Радионов | пилот           | 2 юни 1917        | летище Белица                       |  |
| Капитан       | Иван Папазов              | пилот           | 2 юни 1917        | нещ. случай летище Божурище         |  |
| Подпоручик    | Христо Цанев Димитров     | пилот           | 23 юли 1917       | край Божурище                       |  |
| Поручик       | Тодор Иванов Пачев        | наблюдател      | 20 юни 1917       | възд. бой с. Св. Никола             |  |
| Редник        | Дончо Ганчев Зарбев       | пилот           | 20 юли 1917       | възд. бой с. Св. Никола             |  |
| Поручик       | Марко Щерев Бончев        | пилот           | 26 юли 1918       | край Марикостиново-Левуново         |  |
| Мл. подофицер | Марин Матев               | учен. пилот     | 6 септември 1918  | край Божурище                       |  |
| Поручик       | Иван Маков Бойчев         | наблюдател      | 11 септември 1918 | възд. бой над с. Магарево, Битолско |  |
| Подпоручик    | Борис Тодоров Чучуричков  | наблюдател      | 11 септември 1918 | загинал в р. Вардар                 |  |

| звание     | име                  | загинал          | самолет                 | битка  |
| Поручик    | Лука Й. Обрейков     | 8 август 1943    | Messerschmitt Ме109 G-2 |        |
| Поручик    | Йордан Сл. Тодоров   | 14 ноември 1943  |                         |        |
| Подпоручик | Митьо С. Дисов       | 24 ноември 1943  | Messerschmitt Ме109 G-2 |        |
|            | Павел Павлов         | 10 декември 1943 | Dewoitine               |        |
| Капитан    | Димитър Списаревски  | 20 декември 1943 | Messerschmitt Ме109 G 2 |        |
| Поручик    | Георги Р. Кюмюрджиев | 20 декември 1943 | Messerschmitt Ме109 G-2 |        |
| Капитан    | Тома Боев            | 10 януари 1944   | Dewoitine               |        |
|            | Атанас Ат. Кръстев   | 17 април 1944    | Dewoitine               |        |
|            | Симеон К. Михайлов   | 10 януари 1944   | Messerschmitt Ме109 G-2 |        |
|            | Герги Хр. Гочев      | 27 януари 1944   |                         |        |
|            | Йордан Н Кубадинов   | 30 март 1944     | Messerschmitt Ме109 G-6 |        |
|            | Иван Бояджиев        | 30 март 1944     | Ме109 G-6               |        |
| Подпоручик | Христо К. Цанков     | 30 март 1944     |                         |        |
| Капитан    | Любен Кондаков       | 17 април 1944    | Messerschmitt Ме109 G-6 |        |
|            | Димитър Ст. Попов    | 17 април 1944    | Messerschmitt Ме109 G-6 |        |
|            | Веселин Н. Рачев     | 17 април 1944    | Messerschmitt Ме109 G-6 |        |
|            | Христо Г. Арнаудов   | 17 април 1944    | Messerschmitt Ме109 G-6 |        |
|            | Виктор Д. Атанасов   | 17 април 1944    | Messerschmitt Ме109 G-6 |        |
| Поручик    | Иван Т. Стефанов     | 17 април 1944    | Messerschmitt Ме109 G-6 |        |
| Фелдфебел  | Иван М. Сомлев       | 17 април 1944    | Dewoitine               |        |
| Фелдфебел  | Цвятко М. Загорски   | 24 май 1944      | Messerschmitt Ме109 G-6 |        |
| Поручик    | Иван Н Бонев         | 11 август 1944   | Messerschmitt Ме109 G-6 |        |
| Поручик    | Димитър Хр. Бърдаров | 31 октомври 1944 |                         | Ресово |